# Jymy
Jymy (även J 4, tidigare MAS 529 i italiensk tjänst) var en finländsk motortorpedbåt av J-klass som tjänstgjorde under andra världskriget.
De 4 båtarna av J-klassen ("Jymy"-båtarna) byggdes av Baglietto i Italien och användes av en italiensk kontingent, XII Squadriglia MAS, som opererade i Ladoga under 1942. Dessa båtar köptes den 5 maj 1943 i Tallinn och överfördes till Finland.
År 1949 ändrades båtarna om till patrullbåtar i enlighet med fredsfördraget. Fartygen höggs upp år 1961.

## Fartyg av klassen
- Jylhä
- Jyry
- Jyske
- Jymy